# Texe Marrs
Texe Marrs (1944-23 de noviembre de 2019) fue un escritor y presentador de radio estadounidense que dirigió dos ministerios cristianos fundamentalistas, Power of Prophecy Ministries y Bible Home Church, ambos con sede en Austin (Texas). Sus enseñanzas incluían fuertes elementos de antisemitismo, anticatolicismo y teorías conspirativas de los Illuminati y la masonería.
Fue oficial de la Fuerza Aérea de los Estados Unidos durante 20 años, alcanzando el rango de capitán, y miembro de la facultad de la Universidad de Texas.

## Cobertura mediática
Marrs recibió cobertura de los medios de comunicación por sus afirmaciones de que:
- El atentado de Oklahoma City fue planeado y llevado a cabo por el gobierno estadounidense. El terrorista Timothy McVeigh fue incriminado.[3][4]
- El judaísmo es el culto satánico más malvado que jamás haya existido y los judíos están conspirando para dominar el mundo entero mediante el engaño y la adoración cultual.[5][6]
- Hillary Clinton es una marxista doctrinaria que ha reclutado a otros subversivos que odian a Estados Unidos para puestos clave de la administración. Hillary Clinton también tiene ambiciones políticas orwellianas. Según Marrs: "Bill Clinton es un pirata del establishment, miembro de la traidora Comisión Trilateral, de los Bilderberg y del Consejo de Relaciones Exteriores. Él y Hillary están muy metidos en el ocultismo egipcio y la magia masónica".[7][8]
- "Newt Gingrich es un marxista de closet y miembro de la sociedad secreta ocultista conocida como Bohemian Grove".[9]
- "Bob Dole es un masón de grado 33 y un falso conservador. Es anti-Jesucristo".[10]
- Los planes de Bill Martin para un centro turístico naturista cristiano son una prueba de que Satanás está subvirtiendo el cristianismo.[11]
- Descrito como el "teórico de la conspiración para acabar con todos los teóricos de la conspiración" por su libro Codex Magica: Secret Signs, Mysterious Symbols, and Hidden Codes of the Illuminati (Señales secretas, símbolos misteriosos y códigos ocultos de los Illuminati en español), que pretende exponer una conspiración secreta entre políticos y otros personajes famosos a lo largo de la historia moderna.[12]
- En su libro The Usual Suspects: Answering Anti-Catholic Fundamentalists, Karl Keating desacredita la afirmación de Marrs de que el Papa planea encabezar un orden mundial.[13]

## Comportamiento público
Marrs ha sido acusado de ser anticatólico. En 1999 afirmó que el expresidente de Estados Unidos George H. W. Bush participaría en una misa negra en una cámara de la Gran Pirámide de Giza durante las celebraciones del milenio del año 2000. La escritora cristiana Constance Cumbey ha acusado a Marrs de plagiar material de su libro Hidden Dangers of the Rainbow. Ella pidió que su nombre nunca se asociara con Texe Marrs debido a sus exageraciones y su flagrante antisemitismo.
Además, Texe Marrs ha promovido un libro, The Greatest Lie on Earth: Proof That Our World is Not a Moving Globe, de Edward Hendrie, que alega que el planeta Tierra es inmóvil y plana. Marrs también ofrece el libro de Hendrie que afirma este argumento a través de su ministerio, y libros de Hendrie que alegan que el mundo está siendo manipulado por una vasta conspiración judeo-católica.

## Libros
- A Perfect Name for Your Pet, Texe and Wanda Marrs, Heian, San Francisco, 1983. ISBN 0893462217
- You and the Armed Forces, ARCO, 1983. ISBN 0668056851
- Careers in Computers: The High-Tech Job Guide, Monarch Press, 1984. ISBN 0671502212
- How to Prepare for the Armed Forces Test – ASVAB, Barrons, 1984.
- Careers in High Technology, Irwin Professional Publications, 1985.
- High Tech Job Finder, Texe and Wanda Marrs, John Wiley & Sons, 1985.
- The Great Robot Book, Texe and Wanda Marrs, Julin Messenger, 1985.
- The Personal Robot Book, Robotic Industries Association, 1985. ISBN 0830618961
- High Technology Careers, Dow Jones & Irwin, 1986.
- Preparation for the Armed Forces Test, MacMillan, 1986.
- The Woman's Guide to Military Service, Texe Marrs and Karen Read, Liberty Publishing Company, 1987.
- Rush to Armageddon, Tyndale, 1987. ISBN 978-0842357968
- Dark Secrets of the New Age, Crossway Books, 1987. ISBN 978-0966742145
- Mystery Mark of the New Age, Crossway Books, 1988. ISBN 9780891074793
- Futuristic Careers: Jobs Today in the 21st Century Fields, Scott Foresman & Co, 1988.
- Careers with Robots, Facts On File, 1988.
- Ravaged By The New Age, Living Truth Publishers, 1989
- Big Sister Is Watching You, Living Truth Publishers, 1993. ISBN 9780962008696
- Project L.U.C.I.D.: The Beast 666 Universal Human Control System, Living Truth Publishers, 1996. ISBN 1-884302-02-5
- Codex Magica, RiverCrest Publishing, 2005. ISBN 9781930004047
- Protocols of the Learned Elders of Zion (introduction) Rivercrest Publishing, 2011. ISBN 978-1930004566
- Conspiracy of the Six Pointed Star: Eye-Opening Revelations and Forbidden Knowledge About Israel, the Jews, Zionism, and the Rothschilds, RiverCrest Publishing, 2011. ISBN 978-1930004573
- Holy Serpent of the Jews: The Rabbis' Secret Plan for Satan to Crush Their Enemies and Vault the Jews to Global Dominion, RiverCrest Publishing, 2016. ISBN 978-1930004986

## Vídeos
- Die America Die—The Illuminati Plan to Murder America, Confiscate Its Wealth, and Make Red China Leader of the New World Order (video), RiverCrest Publishing.
- Rothschild’s Choice: Barack Obama and the Hidden Cabal Behind the Plot to Murder America (video), RiverCrest Publishing.
- Architectural Colossus: Mysterious Monuments of the Illuminati Enshroud the World With Magic and Seduction (video), RiverCrest Publishing. ISBN 978-1930004467
- Where the Rich and Famous Dwell: Architectural Secrets of the Rothschilds, the Vanderbilts, the Rockefellers, the Astors, and Other Storied Bloodlines and Dynasties (video), RiverCrest Publishing.